# Buckholts
Buckholts es un pueblo ubicado en el condado de Milam en el estado estadounidense de Texas. En el Censo de 2010 tenía una población de 515 habitantes y una densidad poblacional de 150,07 personas por km².

## Geografía
Buckholts se encuentra ubicado en las coordenadas 30°52′26″N 97°7′43″O / 30.87389, -97.12861. Según la Oficina del Censo de los Estados Unidos, Buckholts tiene una superficie total de 3.43 km², de la cual 3.43 km² corresponden a tierra firme y (0%) 0 km² es agua.

## Demografía
Según el censo de 2010, había 515 personas residiendo en Buckholts. La densidad de población era de 150,07 hab./km². De los 515 habitantes, Buckholts estaba compuesto por el 75.15% blancos, el 1.36% eran afroamericanos, el 2.72% eran amerindios, el 0% eran asiáticos, el 0% eran isleños del Pacífico, el 18.45% eran de otras razas y el 2.33% pertenecían a dos o más razas. Del total de la población el 45.05% eran hispanos o latinos de cualquier raza.